# Prince Yahshua
Prince Yahshua (Chicago, 21 marzo 1970) è un attore pornografico e regista statunitense.

## Biografia
Il 23 agosto 2010, Yahshua ha subito una frattura del pene durante una ripresa con Bethany Benz per la West Coast Productions. È stato portato d'urgenza all'Encino Hospital Medical Center per essere operato d'urgenza, l'intervento è durato tre ore e mezza. Inizialmente gli era stato diagnosticato un infortunio che avrebbe dovuto porre fine alla sua carriera, ma in seguito i medici hanno informato Yahshua che sarebbe stato in grado di riprendere a lavorare dopo sessanta giorni.
Yahshua ha firmato con LA Direct Models nel settembre 2011. Ha lasciato l'agenzia nel luglio 2012. Nell'aprile 2013 firmato con OC Modeling. Nello stesso anno, Yahshua subisce un'altra ferita al pene sul set OC Modeling ha organizzato una raccolta fondi per lui su GiveForward.com per affrontare il costo di oltre $32.000 in spese mediche.

## Riconoscimenti
AVN Awards
- 2011 – Best Three-Way Sex Scene - G/B/B per Asa Akira Is Insatiable con Asa Akira e Jon Jon[7]
- 2014 – Best Double Penetration Sex Scene per Skin con Skin Diamond e Marco Banderas[8]
- 2017 - Best Group Sex Scene per Orgy Masters 8 con Jojo Kiss, Casey Calvert, Goldie Rush, Keisha Grey, Katrina Jade, Lexington Steele e Rico Strong[9]
- 2019 - Best Double Penetration Sex Scene per Abigail con Abigail Mac e Jax Slayher[10]
- 2020 - Best Gangbang Sex Scene per Angela White: Dark Side con Angela White, Markus Dupree, Mick Blue, Steve Holmes, Jon Jon, John Strong, Robby Echo, Eric John, Rob Piper, Mr. Pete e Eddie Jaye[11]
- 2021 - Best Three-Way Sex Scene – B/B/G per The Insatiable Emily Willis con Emily Willis e Rob Piper[12]

XBIZ Awards
- 2012 - Performer Comeback of the Year[13]
- 2019 - Best Sex Scene - All-Sex Release per Joanna Angel Gangbang: As Above So Below con Joanna Angel, Isiah Maxwell, Ricky Johnson[14]
- 2020 - Best Sex Scene - Vignette per Disciples of Desire: Bad Cop – Bad City con Emily Willis e Jane Wilde[15]

XRCO Award
- 2012 - Best Cumback[16]

Urban X Awards
- 2009 - Best Couple Sex Scene per Black Assassin 3 con Kirra Lynne[17]
- 2009 - Best Three-Way Sex Scene per Deep in Latin Cheeks con Mya Nichole e Rico Strong
- 2010 - Male Performer of the Year[18]
- 2010 - Best Group Sex Scene per Dynamic Booty 4 con Melrose Foxx, Emma Heart, Rico Strong e C.J. Wright[18]
- 2011 - Male Performer of the Year[19]
- 2012 - Male Performer of the Year[20]
- 2012 U- Best Anal Sex Scene per Prince The Penetrator con Kagney Linn Karter[20]